# 新潟県道26号新発田豊栄線
新潟県道26号新発田豊栄線（にいがたけんどう26ごう しばたとよさかせん）は、新潟県新発田市から新潟市北区に至る県道（主要地方道）である。

## 概要
新発田市から新潟市豊栄地区中心部に至る県道。全線がほぼJR白新線に並行している。
新発田ICから佐々木までの間は旧国道7号で、佐々木から先は新潟県道3号新潟新発田村上線となり、県道26号は太子堂交差点より南側にルートを変える。
市境付近にある新発田街道踏切から先は、白新線の南側を経由する。豊栄地区に入ってからは、古くからの住宅が立ち並ぶ道幅がやや狭隘な区間となり、緩やかなカーブが連続する。豊栄地区中心部を縫うように走り、他門大橋で新井郷川を渡って県道15号と接続する。
新発田市と豊栄地区を結ぶ古くからの幹線道路ではあるものの、旧集落を幾度もカーブしながら経由する経路である。

### 路線データ
- 起点：新発田市新栄町二丁目（新発田IC、国道7号・国道460号・新潟県道32号新発田停車場線交点）
- 終点：新潟市北区川西一丁目（川西一丁目交差点、新潟県道15号新潟長浦水原線交点）

## 歴史
- 1965年（昭和40年）3月 - 豊栄町の都市計画道路「石動線」として豊栄駅付近の区間が開通[1]。
- 1993年（平成5年）5月11日 - 建設省から、県道新発田豊栄線が新発田豊栄線として主要地方道に指定される[2]。

## 路線状況

### バイパス
- 新発田バイパス（新発田IC - 日渡交差点）
- （太田交差点 - 法花鳥屋交差点）

### 通称
- 新発田街道（日渡交差点 - 法花鳥屋交差点）
- 葛塚環状線（法花鳥屋交差点 - 白新町交差点）
- 豊栄駅前通（白新町交差点 - 下町交差点）
- 本町通（下町交差点 - 下他門交差点）
- 他門通（下他門交差点 - 他門大橋北詰）

このほか、豊栄駅周辺では都市計画道路に指定されているためその名称で呼ばれることもある。

### 重複区間
- 新潟県道3号新潟新発田村上線（新発田市、佐々木交差点 - 太子堂交差点）
- 新潟県道55号新潟五泉間瀬線（太田交差点 - 下町交差点）

### 道路施設
- 他門大橋 - 新井郷川に架かる橋であり、最初に架けられたのは1793年（寛政5年）である[4]。木橋やコンクリート橋を経て1969年に現在の永久橋への架替えが行われた[5][6]。

## 地理

### 通過する自治体
- 新発田市
- 新潟市（北区）

### 交差する道路
- 新発田市

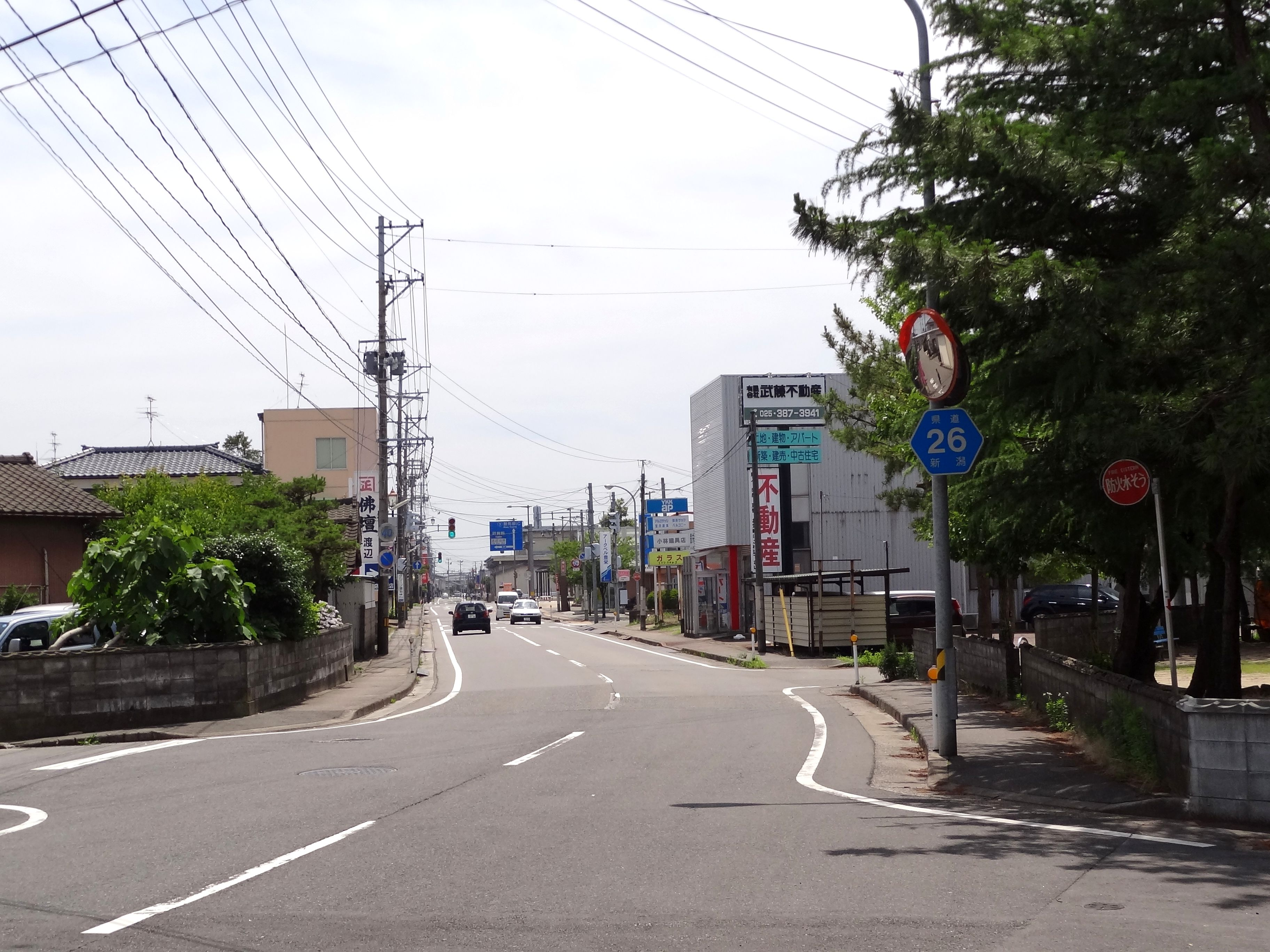
新潟市北区白新町1丁目付近

  - 国道7号 新新バイパス・新発田バイパス、国道460号 新発田南バイパス、新潟県道32号新発田停車場線（新発田インターチェンジ・新発田IC交差点、起点）
  - 新潟県道392号鳥穴日渡線（日渡・新発田中央高校前交差点）
  - 新潟県道391号佐々木停車場線（佐々木駅前交差点）
  - 新潟県道3号新潟新発田村上線（佐々木交差点）
  - 新潟県道3号新潟新発田村上線（太子堂交差点）
- 新潟市北区
  - 新潟県道46号新潟中央環状線（新潟県道55号新潟五泉間瀬線・新潟県道158号島見豊栄線重用）（太田交差点）
  - 新潟県道55号新潟五泉間瀬線（下町交差点）
  - 新潟県道324号豊栄太夫浜線（他門大橋北詰）
  - 新潟県道15号新潟長浦水原線（川西一丁目交差点、終点）

### 沿線の施設など
- 白新線
  - 黒山駅
  - 豊栄駅